# Miriways

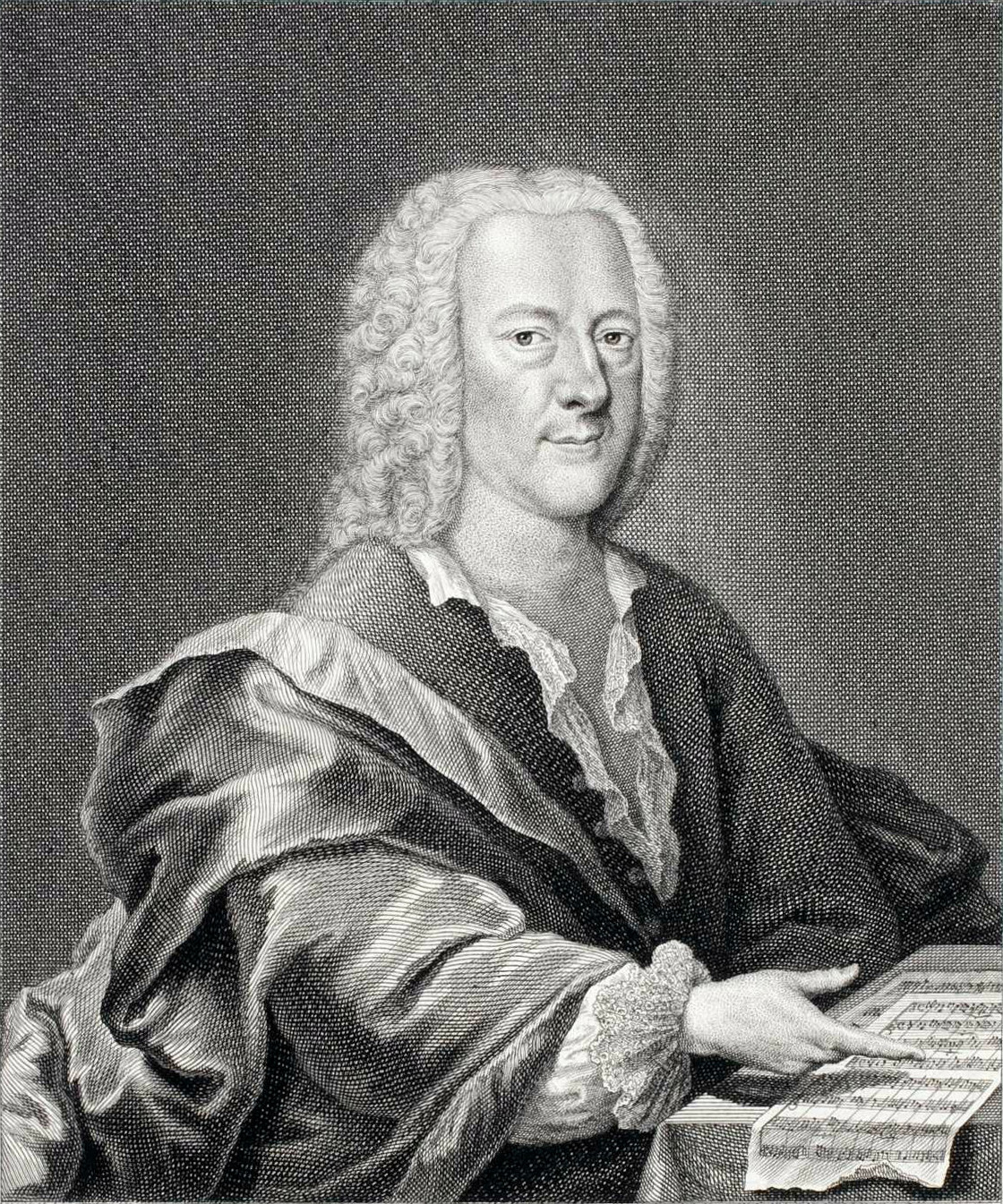
Georg Phlipp Telemann.

Miriways (TWV 21:24) est un opéra en trois actes de Telemann donné le 26 mai 1728 à l'Opéra de Hambourg à l'Oper am Gänsemarkt. Le livret est de Johann Samuel Müller (de). L'opéra se situe en Perse.
Müller emprunte son argument dans l'actualité du Moyen-Orient de l'époque, sous la forme d'un récit inexact de « Miri-Wais », l'émir pachtoune Mirwais (1673–1715), publié anonymement en allemand en 1722. Le récit attribue à Mirwais des événements, comme la conquête d'Ispahan, qui étaient en fait l'œuvre de son fils. Néanmoins Mir Wais est devenu Miriways, roi titulaire de l'opéra.
La partition a été redécouverte par Reinhard Goebel en 1992.

## Enregistrement
- Miriways – Markus Volpert, Miriways ; Ulrike Hofbauer, Sophi ; L'Orfeo Barockorchester, dir. Michi Gaigg (en direct au festival de Magdebourg, 2012, 2CD CPO)[2].
- Miriways – André Morsch, Miriways ; Robin Johanssen, Sophi ; Sophie Karthäuser, Bemira ; Lydia Teuscher, Nisibis ; Akademie für Alte Musik Berlin, dir. Bernard Labadie (Pentatone, 2020).